# Adolph von Thierry
Adolph von Thierry, také Adolf von Thierry (18. března 1803 Kutná Hora – 6. listopadu 1867 Wiesbaden) byl rakouský diplomat a státní úředník, v letech 1859–1860 rakouský ministr policie.

## Životopis
Adolf Thierry pocházel z katolické šlechtické rodiny v Lucemburském velkovévodství. Narodil se jako syn c. a k. generálmajora Ludwiga, svobodného pána von Thierry (* 1753 Neufchâteau, † 1810 Kostelec nad Černými lesy) a jeho manželky, Anny Marie von Hartlieb. Otec bojoval v turecké válce a ve napoleonských válkách, byl vyznamenán Řádem Marie Terezie.
Adolf vyrůstal v českém prostředí Kutné Hory. Po ukončení středoškolských studií vstoupil do služeb moravskoslezského gubernia v Brně a v roce 1837 odešel jako legační rada na vyslanectví u Německého spolku do Frankfurtu nad Mohanem, kde byl později povýšen do funkce dvorního rady a ředitele prezidiální kanceláře. V roce 1849 byl převeden na ministerstvo zahraničních věcí Rakouského císařství. Po smrti knížete Felixe Schwarzenberga se v roce 1852 stáhl do soukromí, ale po pěti letech se vrátil na své dřívější místo ve Frankfurtu.
Když Alexander von Hübner ani ne po osmi týdnech služby odstoupil z funkce policejního ministra, kterou převzal 21. srpna 1859, získal baron Thierry tento úřad pod vedením ministra Agenora hraběte Gołuchowského již 21. října, ale přesně po roce, 20. října 1860 podal demisi.
Reorganizace monarchie ve federalistickém smyslu, která měla vyvrcholit Říjnovým diplomem z roku 1860, se nakonec nezdařila. Thierry se proto stáhl zpět do soukromého života a do bankovního sektoru, kde se věnoval převážně riskantním finančním transakcím. V roce 1865 byl zapojen do procesu s Anglo-rakouskou bankou před britským královským soudem Queen's Bench v Londýně.
Zemřel 6. listopadu 1867 ve Wiesbadenu na plicní chorobu.

## Tituly a ocenění
Ve funkci ministra policie obdržel v roce 1859 titul c. k. tajného rady s nárokem na oslovení Excelence. Během dlouholetého působení v diplomatických službách získal několik státních vyznamenání v Rakousku i v zahraničí.
- komtur Řádu Františka Josefa (Rakousko)
- komtur Řádu sv. Michaela (Bavorsko)
- komandér Řádu Albrechtova (Sasko)
- komandér Vilémova řádu (Hesensko-Kaselsko)
- Řád svaté Anny II. třídy (Rusko)
- rytíř Danebrožského řádu (Dánsko)
- důstojník Leopoldova řádu (Belgie)